# Soyuz TMA-10
Soyuz TMA-10 fue un vuelo espacial tripulado con destino a la Estación Espacial Internacional. La misión comenzó a las 17:31:09 UTC el 7 de abril de 2007 cuando la nave fue lanzada desde el Cosmódromo de Baikonur. Permaneció en la estación espacial como una cápsula de escape, y regresó a la Tierra en octubre de 2007, cuando fue reemplazada por la Soyuz TMA-11.
La Soyuz TMA-10 transportó a dos miembros de la expedición 15 a la estación espacial, junto con un turista espacial. Se acopló a la estación espacial internacional el 9 de abril a las 22:10 UTC, después de dos días de vuelo. El turista espacial Charles Simonyi volvió a la Tierra a bordo de la Soyuz TMA-9 el 21 de abril, después de once días de maniobras de traslado, mientras que los tripulantes rusos permanecieron allí hasta octubre de 2007

## Tripulación de laExpedición 15
- Oleg Kotov (1) Comandante de la Soyuz, Ingeniero de Vuelo de la ISS -  Rusia
- Fyodor Yurchikhin (2) ISS CDR, Ingeniero de Vuelo -  Rusia

### Participante
- Charles Simonyi (1) Turista espacial -  Hungría /  Estados Unidos

### De regreso
- Sheikh Muszaphar Shukor[1] (1) Cosmonauta investigador Research cosmonaut[2] -  Malasia

## Tripulación de reserva
- Roman Romanenko  Comandante -  Rusia
- Mikhail Korniyenko  Ingeniero de Vuelo -  Rusia